# Pseudoanthidium latitarse
Pseudoanthidium latitarse är en biart som beskrevs av Pasteels 1984. Pseudoanthidium latitarse ingår i släktet Pseudoanthidium och familjen buksamlarbin. Inga underarter finns listade i Catalogue of Life.